# Denghauser Mühlbach
Der Denghauser Mühlbach (auch: Denghauser Mühlenbach) – ein ca. 8 km langer Tieflandbach – ist ein linker Nebenfluss der Hunte auf dem Gebiet der Landgemeinde Wildeshausen und der Gemeinde Visbek in Niedersachsen.
Die drei Quellströme des Bachs liegen südlich der Visbeker Bauerschaft Rechterfeld und am Ostrand und südöstlich der Bauerschaft Bonrechtern. Diese Quellströme vereinigen sich in der Flur Beim Bonrechter Busche westlich der Wildeshauser Bauerschaft Hanstedt und der Bach fließt in östlicher Richtung weiter, passiert dabei Hanstedt am nördlichen Ortsrand, schwenkt auf Süd und bildet dann die Grenze zwischen Hanstedt und Aldrup, um sich schließlich wieder nach Osten Richtung Hunte zu wenden. Etwa einhundert Meter vor der Mündung in die Hunte nimmt der Bach den Huntetalgraben auf. Der Denghauser Mühlbach mündet in der Flur Das Immoor, gegenüber von Colnrade in die Hunte.